# Stijn Aerden
Constantijn Jozef Maria (Stijn) Aerden (Nijmegen, 18 februari 1966) is een voormalig schrijver en journalist. Hij werkt als docent op een middelbare school.
Als redacteur werkte hij voor NRC Handelsblad, HP/De Tijd en Volkskrant Magazine. Hij schreef een biografie van Rijk de Gooyer en bundels over de dichters Drs. P en Jan Boerstoel, Van zijn hand verschenen twee romans. In 2004 won hij de Tzum-prijs van het literaire tijdschrift Tzum (over de mooiste zin uit een boek uit 2003). Aerden was meerdere keren jurylid voor de PC Onthooftprijs.

## Secundaire auteur
- Van Willem tot Willem - een vrolijke geschiedenis van Oranje, met Wim Koesen[5] uitgeverij Thomas Rap; ISBN 978-90-6005-873-2 (2013)
- Spaghetti aan het plafond, ISBN 9789029077101 (2009)
- Allang geen kind meer, uitgeverij Prometheus, ISBN 978-90-446-1504-3 (2009)
- Laat jij het volk even binnen?, ISBN 9789044609424 (2007)
- Zomer aan zee, verhalen over Nederlandse en Vlaamse stranden, ISBN 9789046130797 (2006)
- Andere ogen, Volkskrant Magazine; ISBN 90-290-7710-7 (2005)
- Heinde en verre, uitgeverij Nijgh & Van Ditmar; ISBN 90-388-1437-2; (2005)
- Het cabaret van Kopspijkers, uitgeverij De Bezige Bij; ISBN 90-6005-594-2 (2005)
- Immer met moed, uitgeverij J.M. Meulenhoff; ISBN 90-290-7694-1 (2005)
- De Kustlijn, uitgeverij J.M. Meulenhoff; ISBN 90-290-7520-1 (2004)

## Prijzen
- Tzumprijs: een zin uit de roman Met de hele familie en Koen

- Bibliothèque nationale de France: cb145652117 (data)
- Digitale Bibliotheek voor de Nederlandse Letteren: aerd007
- Gemeinsame Normdatei: 173726690
- International Standard Name Identifier: 0000 0000 3287 3165
- Library of Congress Control Number: n96089269
- Nederlandse Thesaurus van Auteursnamen: 141716134
- Virtual International Authority File: 22384253
- WorldCat: E39PBJwdhw6ry9QH4rctV9Xjmd